# Патерелла

Патерелла (петрария). Около 1200 г. (Из Бернской рукописи Петра Эболи)

Патерелла (другое название петрария) — наиболее простой тип боевой рычажно-пращевой метательной машины, работавшей при помощи ручной силы.

## Принцип действия
Патерелла метала камни, приложенные к длинному плечу рычага, когда за короткое плечо тянули люди. Для ядер 2 — 3 кг было достаточно 8 человек, а для ядер в несколько десятков килограмм — до 100 и больше.
Каждое из орудий имело подвижный рычаг, укрепленный на вертикальных стойках. На одном конце рычага — праща, на другом — ремни натяжения. При резком натягивании бойцами ремней рычаг приходил во вращательное движение; часть его вместе с пращей поднималась вверх, и камень вылетал из пращи. Высота машин — примерно два человеческих роста. Короткая часть рычага относится к длинной, как 1 : 3. Обслуживающего персонала полагалось до 8 человек. Генрих Латвийский писал, что кроме камней, патерелла метала «железо с огнём и огненные горшки». При неумелом обращении, как это отмечено хронистом, камень мог летать не вперед, а назад.

## История
Метательными орудиями, в том числе патереллами, как отмечено в Хронике Генриха Латвийского, русские впервые пользовались в 1206 г., когда войска Владимира Полоцкого осаждали тевтонский замок Гольм, а затем в 1223 и 1224 гг. Патереллы по другим спискам Хроники более правильно названы петрариями (византийское название). Изображения подобных машин, сходных в основных частях с китайскими катапультами, находятся в рукописи рубежа XII и XIII вв., принадлежащей сицилийскому автору Петру из Эболи (рис.).
Более совершенной и распространённой машиной был манджаник (также известный как требушет), называвшийся на Руси пороком, основным отличием которого была замена верёвочной тяги противовесом.